# انجمن بازرگانی
انجمن بازرگانی یا انجمن صنفی یا انجمن کسب‌وکار، سازمانی (اغلب غیرانتفاعی) است که توسط بنگاه‌ها و کسب‌وکارهای فعال در یک صنعت و پیشه و حرفه یکسان، راه اندازی و تأمین مالی می‌شود.
یک انجمن بازرگانی در فعالیت‌های روابط عمومی مانند تبلیغات، آموزش، انتشارات، لابی‌گری و کمک‌های سیاسی شرکت می‌کند، اما تمرکز آن بر همکاری بین شرکت‌ها است.
انجمن‌های بازرگانی ممکن است خدمات دیگری مانند کنفرانس‌ها، تنظیم استانداردهای صنعتی، برگزاری رویدادهای شبکه‌ای یا خیریه، یا ارائه کلاس‌ها یا مطالب آموزشی ارائه دهند.

## فعالیت‌ها

### فعالیت‌های سیاسی
یکی از اهداف انجمن‌های صنفی یا بازرگانی، به ویژه در ایالات متحده، تلاش برای تأثیرگذاری بر سیاست‌های عمومی در جهتی مطلوب برای اعضای انجمن است.
این می‌تواند به شکل کمک به کارزارهای انتخاباتی نامزدهای سیاسی و احزاب رخ دهد.

### انتشارات
تقریباً همه انجمن‌های صنفی و بازرگانی به شدت در فعالیت‌های چاپی و آنلاین مشارکت دارند. عمده‌ترین رسانه‌های منتشر شده توسط انجمن‌های صنفی به شرح زیر است:
وب سایت انجمن. وب سایت انجمن معمولاً اهداف آن را توضیح می‌دهد، محصولات و خدمات انجمن را تبلیغ می‌کند، مزایای عضویت را برای اعضای بالقوه توضیح می‌دهد، و بازرگانی اعضا را تبلیغ می‌کند (به عنوان مثال، از طریق فهرست آنلاین اعضا و شرح کار آنها).
خبرنامه یا مجلات اعضا خبرنامه‌ها و مجلات انجمن چه به صورت چاپی و چه آنلاین تولید شوند، حاوی اخبار مربوط به فعالیت‌های انجمن، اخبار صنعت و ویژگی‌های سرمقاله در مورد موضوعات موضوعی هستند. برخی به‌طور انحصاری بین اعضا توزیع می‌شوند، در حالی که برخی دیگر برای لابی کردن قانون‌گذاران و تنظیم‌کننده‌ها استفاده می‌شوند، و برخی برای تبلیغ کسب‌وکار اعضا به مشتریان جدید بالقوه استفاده می‌شوند.
خبرنامه یا مجلات اعضا خبرنامه‌ها و مجلات انجمن چه به صورت چاپی و چه آنلاین تولید شوند، حاوی اخبار مربوط به فعالیت‌های انجمن، اخبار صنعت و ویژگی‌های سرمقاله در مورد موضوعات موضوعی هستند. برخی به‌طور انحصاری بین اعضا توزیع می‌شوند، در حالی که برخی دیگر برای لابی کردن قانون‌گذاران و تنظیم‌کننده‌ها استفاده می‌شوند، و برخی برای تبلیغ کسب‌وکار اعضا به مشتریان جدید بالقوه استفاده می‌شوند.
دفترچه راهنمای عضویت و سالنامه چاپ شده. انجمن‌های بازرگانی بزرگ‌تر فهرست‌های عضویت و سالنامه‌ها را منتشر می‌کنند تا انجمن خود را برای صاحب نظران، قانون‌گذاران، تنظیم‌کننده‌ها و سایر ذینفعان تبلیغ کنند.
چنین نشریاتی همچنین به تبلیغ کسب‌وکار اعضا هم برای یکدیگر و هم برای مخاطبان بیشتر کمک می‌کند. دایرکتوری عضویت معمولی حاوی مشخصات هر یک از اعضای انجمن، راهنمای محصولات و خدمات، تبلیغات اعضا و مقالات سرمقاله در مورد اهداف، اهداف و فعالیت‌های انجمن است.
از سوی دیگر، تأکید سالنامه‌های انجمن بر ویژگی‌های سرمقاله ای در مورد خود انجمن و صنعت انجمن است.
فرصت تبلیغ در چنین رسانه‌هایی (چه از طریق سرمقاله یا تبلیغات) اغلب دلیل مهمی است که چرا شرکت‌ها در وهله اول به یک انجمن بازرگانی می‌پیوندند.

### تبلیغات
تبلیغات عمومی
انجمن‌های بازرگانی گاهی اوقات تبلیغاتی را درست مانند شرکت‌های عادی انجام می‌دهند. با این حال، در حالی که تبلیغات معمولی برای یک محصول شرکتی خاص، مانند یک نام تجاری خاص پنیر یا دستمال توالت است، تبلیغات انجمن‌های بازرگانی عموماً برای ترویج دیدگاه‌های کل صنعت هدف قرار می‌گیرند. این آگهی‌ها فقط محصولات این صنعت را به عنوان یک کل ذکر می‌کنند و آن‌ها را به‌طور مثبت نشان می‌دهند تا عموم مردم با آن صنعت و محصولات آن ارتباط مثبت برقرار کنند.